# Айше Шан
Айше Шан, або Айша Шан (тур. Ayşe Şan; нар. 1938, Діярбакир, Туреччина — пом. 1996, Ізмір, Туреччина) — турецька співачка курдського походження. Її вважають найлегендарнішою співачкою в сучасній курдській музиці.

## Життєпис
Айше Шан народилася 1938 року в турецькому місті Діярбакир. Батько був данбежем (курд. dengbêj) (виконавцем курдських народних пісень).
Айше почала співати на місцевих визначних подіях у 1958 році. Після невдалого шлюбу переїхала до міста Ґазіантеп, де записала турецькі пісні для місцевої радіостанції. Згодом переїхала до Стамбула у 1960 році. У цьому місті співачка випустила свій перший курдськомовний альбом. У 1979 році відвідувала іракський Курдистан, де зустрілася з такими відомими співаками та музикантами, як Мехмед Аріф Джизірі та Тахсін Таха. З 1980-х років оселилася в Ізмірі, де працювала в місцевому поштовому відділенні аж до смерті. Померла від раку.
Xerîbim Dayê — одна з найвідоміших її пісень. У ній розповідається про смерть матері, сумну сторінку з життя співачки.